# Tomb of the Mutilated
Tomb of the Mutilated (engl. für Grab der Verstümmelten) ist das dritte Studioalbum der US-amerikanischen Death-Metal-Band Cannibal Corpse. Es ist das letzte Album mit dem Gitarristen Bob Rusay. 

## Hintergrund
Wie schon die beiden Vorgänger wurde das Album im November 1995 von der Bundesprüfstelle für jugendgefährdende Schriften indiziert und darf nur noch Erwachsenen angeboten und verkauft werden. Nach Ansicht des Gremiums verletze der Inhalt der CD die Menschenwürde und der wesentliche Inhalt bestünde darin, „das Töten von Menschen in allen Einzelheiten zu präsentieren“. Das Album wurde im Oktober 2020 folgeindiziert, die Indizierung des Covers wurde im November 2020 aufgehoben.
Das unzensierte Cover zeigt zwei Zombies. Der männliche Zombie befriedigt den weiblichen oral, der an einen Sarkophag anlehnt.
Das zensierte Cover zeigt einen Zombie mit einem Messer, der vor einer zugedeckten Frau steht. Beide Bilder wurden von Vincent Locke gezeichnet.

## Trivia
Das Lied Hammer Smashed Face ist im Film Ace Ventura – Ein tierischer Detektiv zu hören. Der Protagonist, gespielt von Jim Carrey, besucht ein Cannibal-Corpse-Konzert, die Band spielt dort dieses Lied. Die ursprüngliche Version der Szene ging mehrere Minuten. Sie zeigte Ventura auf der Flucht vor seinen Verfolgern beim Stagediving. In der veröffentlichten Fassung des Films ist jedoch nur ein kleiner Ausschnitt zu sehen.

## Titelliste
1. Hammer Smashed Face – 4:02
2. I Cum Blood – 3:41
3. Addicted to Vaginal Skin – 3:30
4. Split Wide Open – 3:01
5. Necropedophile – 4:05
6. The Cryptic Stench – 3:56
7. Entrails Ripped from a Virgin’s Cunt – 4:15
8. Post Mortal Ejaculation – 3:36
9. Beyond the Cemetery – 4:55

### Bonustrack der neu gemasterten Version
1. The Exorcist (Possessed Cover)
2. Zero the Hero (Live-Video)

## Singleauskopplung
Das Lied Hammer Smashed Face wurde sowohl als Single als auch als EP veröffentlicht. Die Single enthält neben dem Titellied zwei Coverversionen. Auf der EP-Version befinden sich zusätzlich zwei Lieder vom Debütalbum Eaten Back to Life und Butchered at Birth. In Deutschland wurde die EP indiziert.

### EP-Version
1. Hammer Smashed Face – 4:04
2. The Exorcist (Coverversion von Possessed) – 4:37
3. Zero the Hero (Coverversion von Black Sabbath) – 6:35
4. Meat Hook Sodomy – 5:47
5. Shredded Humans – 5:12